# Ametlla (Camarasa)
Ametlla es una localidad española del municipio leridano de Camarasa, en la comunidad autónoma de Cataluña.

## Toponimia
En el Diccionario geográfico-estadístico-histórico de España y sus posesiones de Ultramar de Pascual Madoz y en el Diccionario de topónimos españoles y sus gentilicios de Pancracio Celdrán el topónimo recogido es Ametlla.
En los censos del INE figura como L'Ametlla. También puede encontrarse la forma L'Ametlla de Montsec para hacer referencia a la localidad.

## Geografía

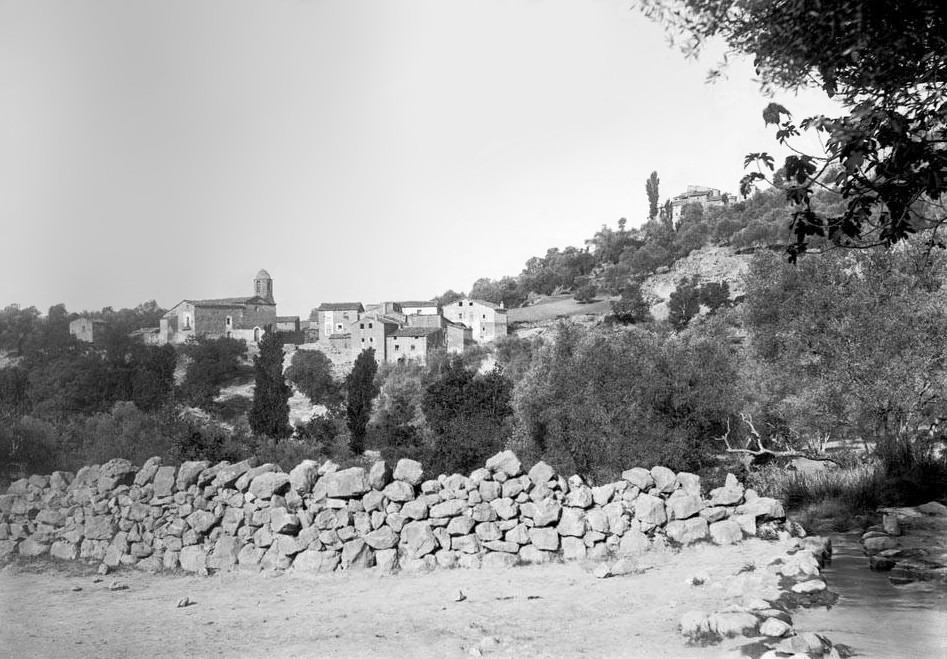
Vista de la localidad a finales del

La localidad se encuentra situada al oeste del río Noguera Pallaresa. Está ubicada en la ladera sur de la sierra del Montsec. Al sur de L'Ametlla se localiza el despoblado de Oroners y al oeste La Régola y Áger. Pertenece a la provincia de Lérida, en la comunidad autónoma de Cataluña.

## Historia
A mediados del siglo XIX, la localidad, por entonces cabeza de un municipio independiente, contaba con una población de 120 habitantes. Aparece descrita en el segundo volumen del Diccionario geográfico-estadístico-histórico de España y sus posesiones de Ultramar de Pascual Madoz de la siguiente manera: 

AMETLLA: l. con ayunt. de la prov. y adm. de rent. de Lérida (7 1/3 leg.), part. jud. de Balaguer (4), aud. terr. y c. g. de Cataluña (Barcelona 28 1/4), arciprestazgo de Ager (3/4): sit. casi en la cúspide de la montaña llamada Monsech, la cual se eleva por el lado del N. formando cord. de E. á O.; combátenle principalmente los vientos del E. y goza de clima muy saludable. Tiene 20 casas, de las que solamente hay 7 reunidas en linea, y las restantes dispersas en el térm. sin órden ni simetria. Careciendo de escuela de primeras letras, concurren los niños de este pueblo á la de la v. de Ager, donde reciben la instruccion primaria elemental. Hay una igl. parr. dedicada á Sta. Bárbara, cuya festividad, como patrona que también es de la pobl., se celebra el dia 4 de diciembre; tiene por aneja la de Orones, y está srrvida por un cura párroco de la clase de rectorias, cuyo destino provee el arcipreste en concurso general; el edificio con la casa del párroco se halla aislado en una altura; es de construccion sólida y moderna, de 150 palmos de long., 60 de lat. y 90 de elevacion, alzándose sobre el frontispicio una pared de 6 palmos que sirve de campanario; en su interior hay 3 altaros pequeños, sin mérito ni valor alguno. Contiguo á la igl. se encuentra el cementerio en parage muy ventilado. Confina el térm. por N. con el de Guardia (2 horas), por E. con el r. Noguera Pallaresa (igual dist.), por S. con el de Orones y espresado r. (1 1/4) y por O. con los de Regola y Ager (3/4). El terreno es en general áspero, desigual y pedregoso, aunque escaso de regadío y abrevadero de ganados en las 6 fuentes que brotan en su térm., cuyo sobrante se emplea en beneficiar algunos huertecitos que surten al pueblo de verdura y hortalizas; abraza unos 100 jornales de cultivo de calidad floja é inferior, de las cuales se destinan 20 á cereales, igual número para viñedo y 60 de olivar, cuyo fruto constituye la principal cosecha de la pobl. ; el monte muy escabroso y cubierto de peñascos casi en su totalidad, abunda en arbustos, matorrales y algunos bosques de encinas y robles, que proporcionan bastante leña para combustibles y sabrosos pastos para el ganado. Si bien el mencionado r. Noguera Pallaresa discurre tocando el térm. de E. á S., ninguna utilidad proporciona, por ser muy profundo su cáuce y hallarse entre enormes peñascos. La correspondencia se recibe de Balaguer, á cuya estafeta pasan los interesados á recojerla: prod.: por un quinquenio 33 cuarteras de trigo, 150 de centeno, 30 de escaña, 35 de avena, algunas patatas, pocas hortalizas y frutas, unos 1,000 cántaros de vino y 600 a. de aceite; cria 1,000 cab. de ganado lanar y cabrio, abundando sus montes en caza mayor y menor, con multitud de lobos y otros animales dañinos: comercio: venta del ganado y sus prod. en las ferias de Verdú y Guisona, y compra de los art. necesarios en el mercado de Balaguer: pobl.: 20 vec.; 120 alm.: cap. imp.: 9,721 rs.: contr.: 791 rs. 6 mrs. Perteneció este pueblo á los canónigos de la colegiata de Ager, los cuales tenian derecho de percibir el diezmo de sus prod.; como es muy fragoso y lleno de escabrosidad, su térm. ha servido de constante guarida á los partidarios de D. Cárlos durante la última guerra civil.
(Madoz, 1845, p. 246)

En 2021, formando ya parte del municipio de Camarasa, la entidad de población tenía censados 31 habitantes y el núcleo de población 24 habitantes.